# Marián Tibenský
Marián Tibenský (* 26. září 1966) je bývalý slovenský fotbalista, záložník.

## Fotbalová kariéra
Hrál za Spartak Trnava, FC Union Cheb, SK Dynamo České Budějovice, FK Viktoria Žižkov, MŠK Žilina a FC Karviná. V československo a české lize nastoupil ve 141 utkáních a dal 15 gólů.

## Ligová bilance
| Ročník                                   | Zápasy | Góly | Klub                       |
| ---------------------------------------- | ------ | ---- | -------------------------- |
| 1. československá fotbalová liga 1988/89 | 19     | 1    | Spartak Trnava             |
| 1. československá fotbalová liga 1989/90 | 4      | 1    | Spartak Trnava             |
| 1. československá fotbalová liga 1991/92 | 28     | 3    | Spartak Trnava             |
| 1. československá fotbalová liga 1992/93 | 29     | 5    | Spartak Trnava             |
| 1. česká fotbalová liga 1993/94          | 26     | 3    | FC Union Cheb              |
| 1. česká fotbalová liga 1994/95          | 22     | 2    | SK Dynamo České Budějovice |
| 1. česká fotbalová liga 1994/95          | 1      | 0    | FK Viktoria Žižkov         |
| Corgoň liga 1995/96                      | 10     | 0    | Spartak Trnava             |
| Corgoň liga 1996/97                      | 14     | 0    | MŠK Žilina                 |
| Gambrinus liga 1998/99                   | 12     | 0    | FC Karviná                 |
| CELKEM                                   | 165    | 15   |                            |